# Friedrich Jeckeln
Friedrich Jeckeln (Hornberg, 2 febbraio 1895 – Riga, 3 febbraio 1946) è stato un generale e poliziotto tedesco comandante delle SS e della polizia nell'Unione Sovietica occupata durante la seconda guerra mondiale. Jeckeln era il generale di una delle più grandi formazioni di squadre della morte degli Einsatzgruppen ed era personalmente responsabile dell'ordine e dell'organizzazione della morte di oltre 100.000 ebrei, rom e altri designati dai nazisti come "indesiderabili". Dopo la fine della seconda guerra mondiale in Europa, Jeckeln fu condannato per crimini di guerra da un tribunale militare sovietico a Riga e giustiziato nel 1946.

## Biografia

### Carriera
figlio di un piccolo imprenditore e proprietario di una fabbrica, Jeckeln perse il padre a soli 4 anni e crebbe con la madre, interessato all'ingegneria, lasciò gli studi per l'esercito nel 1913 e prestò servizio nella prima guerra mondiale come artigliere, ferito in azione, ottenne varie decorazioni come la Croce di Ferro di seconda classe e il distintivo per i feriti nero. durante la guerra, ottenne il grado di sottotenente, mentre, dal 3 ottobre 1916, non fu più schierato al fronte. Dopo essere stato congedato in seguito alla sconfitta della Germania, Jeckeln lavorò come ingegnere (i dettagli su questi anni sono poco chiari)  prima di unirsi al Partito Nazista il 1º ottobre 1929 epoca in cui era disoccupato e da poco risposatosi (oltre che impelagato legalmente dai problemi legali con l'ex moglie). Nel gennaio 1931 fu accettato nelle Schutzstaffel (SS). Alla fine del 1931 fu posto a capo di un reggimento e poi di una brigata. Nel 1932 Jeckeln fu eletto membro del Reichstag. Nel gennaio 1933, quando il partito nazista salì al potere nazionale, Jeckeln fu incaricato del gruppo SS Sud. Nel 1936 fu nominato capo delle SS e della polizia e successivamente promosso SS-Obergruppenführer.
Jeckeln era noto per la spietatezza e la brutalità. Gli oppositori politici, in particolare i membri del KPD, dell'SPD e dei sindacati, sono stati perseguiti senza sosta fino alla loro morte. Insieme al membro del partito Friedrich Alpers, Jeckeln fu il principale responsabile degli omicidi di Rieseberg nell'estate del 1933.

## Il ruolo nell'Olocausto

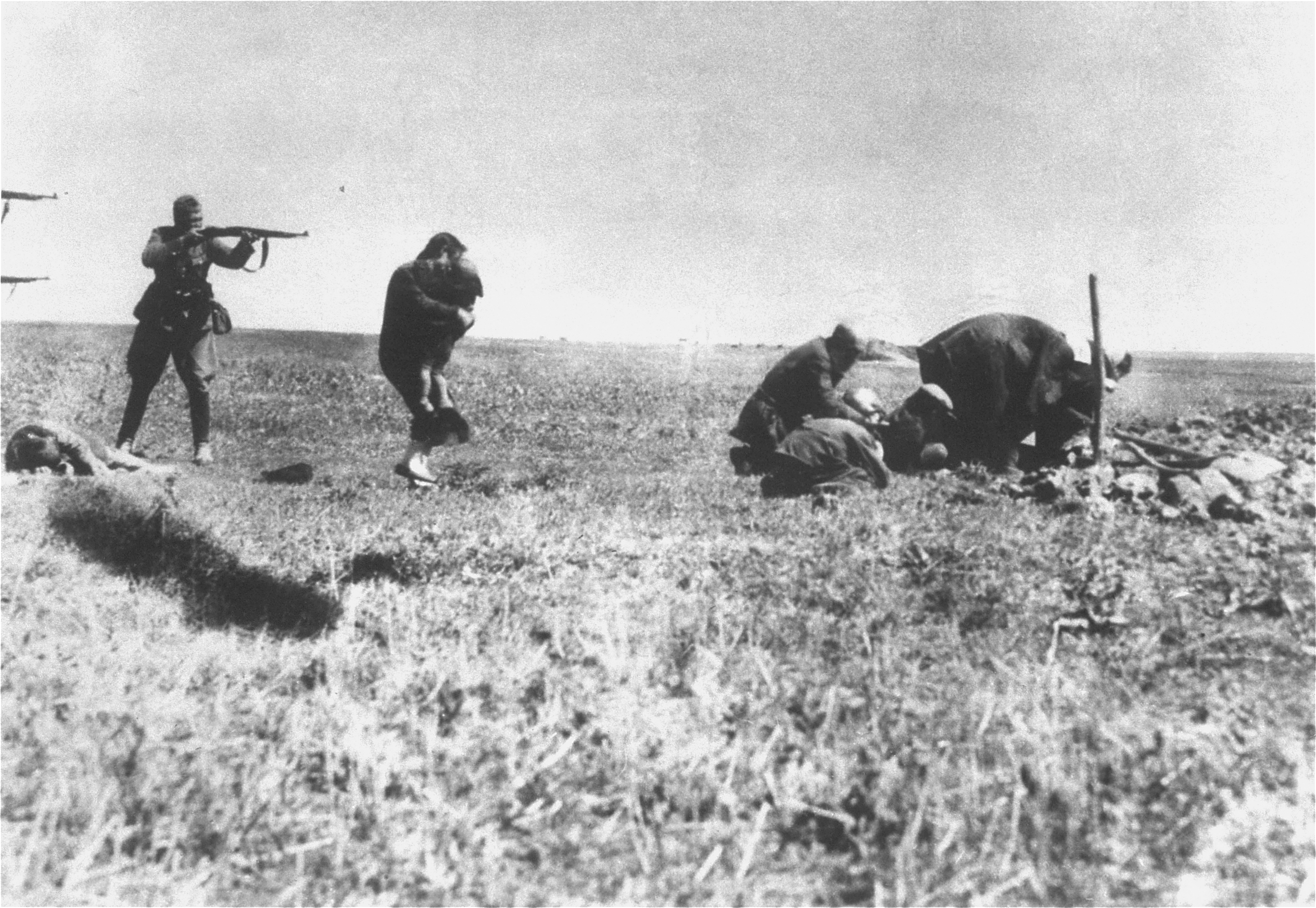
Assassinio di civili ebrei a Ivanhorod da parte delle truppe Einsatzgruppen nel 1942

Dopo l'inizio della seconda guerra mondiale, Jeckeln fu trasferito alle Waffen-SS. Come era prassi nelle SS, Jeckeln prese un grado inferiore dalla sua posizione di Allgemeine-SS e prestò servizio come ufficiale nel 2º Reggimento della Divisione Totenkopf. Nel 1941 fu trasferito dal Reichsführer-SS Heinrich Himmler per prestare servizio come comandante SS e capo della polizia (HSSPF) del sud, poi nel 1941, della Russia settentrionale. In questo ruolo Jeckeln assunse il controllo di tutte le uccisioni di massa delle SS- Einsatzgruppen e delle operazioni di sicurezza nel suo distretto.
Jeckeln sviluppò un metodo per uccidere un gran numero di persone, nel corso delle uccisioni di massa che aveva organizzato in Ucraina, ad esempio nel massacro di Babi Yar e nel massacro di Kam"janec'-Podil's'kyj. Applicato per la prima volta nel massacro di Rumbula il 30 novembre e l'8 dicembre 1941, il metodo che divenne presto noto come "Sistema Jeckeln" prevedeva la divisione del personale militare in gruppi separati, ognuno dei quali specializzato in una parte separata del processo:
1. Gli uomini del servizio di sicurezza (SD) prelevavano le persone dalle loro case nel ghetto di Riga;
2. Le persone da assassinare, generalmente ebrei, venivano organizzate in colonne di 500-1.000 persone e condotte ai campi di sterminio a circa 10 chilometri a sud;
3. La Polizia dell'Ordine (Orpo) conduceva le colonne sul luogo del massacro;
4. Le fosse comuni dove sarebbe avvenuta l'uccisione venivano scavate in anticipo;
5. Le vittime venivano spogliate dei loro vestiti e degli oggetti di valore;
6. Le vittime venivano fatte passare attraverso un doppio cordone di guardie sulla strada verso le fosse di sterminio.
7. Gli assassini costringevano le vittime a sdraiarsi a faccia in giù sul fondo della trincea, o più spesso sui corpi delle persone appena uccise.
8. Per risparmiare sul costo dei proiettili, ogni persona veniva colpita una sola volta alla nuca con un mitragliatore russo. I tiratori passavano tra i morti nella trincea, uccidendo coloro che erano ancora vivi da una distanza di 2 metri, o si fermavano sul bordo della fossa e sparavano alle vittime a terra sotto di loro. Chiunque non fosse stato ucciso sul colpo veniva semplicemente sepolto vivo quando la fossa veniva coperta.

Questo sistema è stato denominato "scatola delle sardine" (Sardinenpackung): è stato riferito che alcuni degli esperti assassini di Einsatzgruppen erano inorriditi dalla sua crudeltà. A Rumbula, Jeckeln ha assistito in entrambi i giorni al massacro dove vennero uccise 25.000 persone. Jeckeln si è rivelato un killer efficace a cui non importava di uccidere un numero enorme di uomini, donne, bambini e anziani. Uno dei soli 3 sopravvissuti al massacro di Rumbala, Frida Michelson, fuggì fingendosi morta mentre le vittime le caricavano addosso le scarpe (poi recuperate dagli uomini di Jeckeln):
(Frida Michelson, I Survived Rumbula (p. 93))
Alla fine di agosto 1941, mentre comandava la prima brigata SS del Kommandostab nell'Ucraina occidentale, Jeckeln aveva supervisionato personalmente l'omicidio di oltre 44.000 persone, il più grande numero di ebrei assassinati in quel mese.
Il 27 gennaio 1942, Jeckeln ricevette la Croce al merito di guerra  di prima classe con le spade per aver ucciso 25.000 persone a Rumbula "su ordini del più alto livello". dal 1942 combatté i partigiani sovietici e poi l'Armata Rossa, ottenendo la Croce di Ferro di prima classe e il distintivo per i feriti in Argento del 1939, e infine la Croce di Cavaliere dell'ordine della Croce di Ferro. Nel febbraio 1945, ora comandante der Waffen-SS und Polizei, Jeckeln fu nominato al comando delle SS-Freiwilligen-Gebirgs-Korps e prestò servizio anche come Comandante delle SS e della Polizia nel sud-ovest della Germania.

## Processo ed esecuzione
Jeckeln fu fatto prigioniero dalle truppe sovietiche nei pressi di Halbe il 28 aprile 1945. Insieme ad altro personale tedesco, fu processato davanti a un tribunale militare sovietico nel processo di Riga in Lettonia dal 26 gennaio al 3 febbraio 1946. Durante le indagini era calmo, rispondeva alle domande degli inquirenti, al banco appariva ottuso e imparziale.
Jeckeln nelle sue ultime parole è stato fermo, ammise pienamente la sua colpa e accettò di assumersi la piena responsabilità delle attività della polizia subordinata, SS e SD nel Reichskommissariat Ostland. Concludendo il suo intervento, ha detto:
Jeckeln e gli altri imputati furono giudicati colpevoli, condannati a morte e impiccati a Riga il 3 febbraio 1946 davanti a circa 4.000 spettatori. Contro il malinteso popolare, l'esecuzione non è avvenuta nel territorio dell'ex ghetto di Riga, ma in Piazza della Vittoria.